# Burg Woltersburg
Die Woltersburg ist eine abgegangene hochmittelalterliche Wasserburg 400 m südlich des Stadtteils Woltersburg der ostniedersächsischen Kreisstadt Uelzen an der Wipperau.

## Geschichte
Die Woltersburg wird nie ausdrücklich in der historischen Überlieferung erwähnt. Vermutlich war sie im Besitz eines Bartold von Woltersburg, der 1259 als Zeuge in einer Urkunde der Edlen von Boldensen erscheint. Die Burg war vermutlich schon 1330, als Johann Bem mit dem Dorf Woltersburg  belehnt wurde, nicht mehr existent.

## Beschreibung
Von der Woltersburg sind heute nur noch Teile der Wall-Graben-Befestigung vorhanden. Sie umgibt eine ovale Hauptburg von ca. 130 × 100 m Größe, die im Westen an die Wipperau anschließt und an den anderen Seiten von Wassergräben umgeben ist. Im Osten ist eine ebenfalls mit Wall und Graben umgebene Vorburg angefügt. Das gesamte Burgareal ist durch Aufschüttungen gegenüber der Umgebung erhöht. Die Wallreste der Hauptburg sind im Wesentlichen nur noch im Norden und Osten bis max. 3,5 m Höhe erhalten. Der Zugang ist als Walllücke im Nordosten erkennbar. Zwischen Haupt- und Vorburg verläuft ein Wassergraben mit max. 8 m breiter Sohle, der im nordwestlichen Bereich verlandet ist.
Bei der Beobachtung von Erdabtragungen 1937 wurde festgestellt, dass die Wälle aus einer Holz-Erde-Konstruktion mit senkrechter Holzfront bestanden. Holzkohleschichten zeigen eine gewaltsame Zerstörung der Burg an. Zudem wurden Keramikscherben des 13. Jahrhunderts aufgesammelt, die die aufgrund der historischen Überlieferung vermutete Zeitstellung der Burg bestätigen

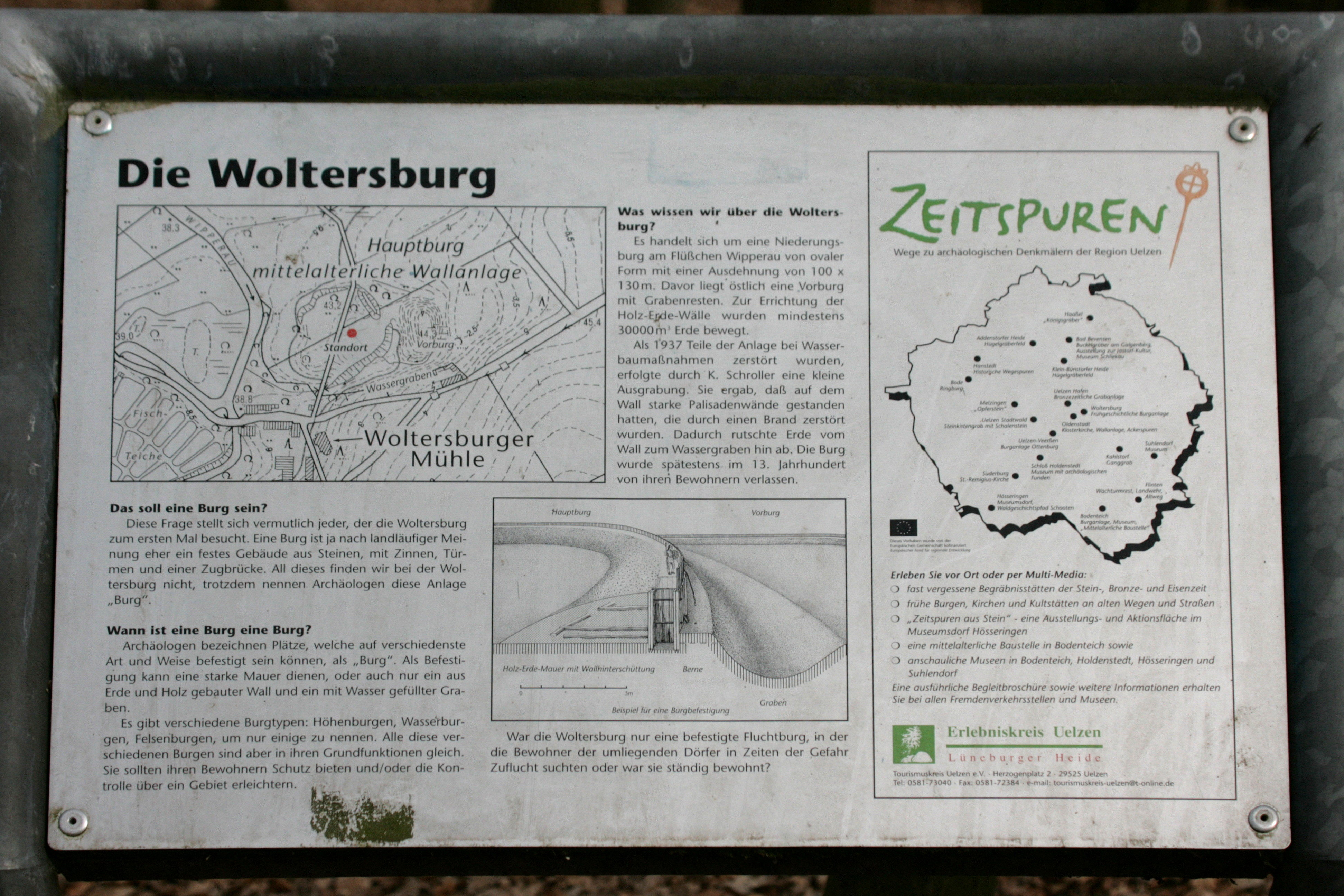
Die Informationstafel an der Woltersburg